# Río Arnoya
El río Arnoya (en gallego Arnoia) es un río del noroeste de la península ibérica que discurre por la provincia de Orense, Galicia, España. Es un afluente del río Miño por la margen izquierda. 
Existe un río homónimo en Portugal, el río Arnóia.

## Curso
Nace en la localidad de Villar de Barrio, a partir de la confluencia de varios riachuelos de la sierra de San Mamede. Los principales tributarios del Arnoya son el río Maceda, el río Ambía y el río Ourille. Baña los municipios de Villar de Barrio, Baños de Molgas, Junqueira de Ambía, Allariz, La Merca y Celanova, marcando después el límite entre los municipios de Ramiranes y Gomesende (en el norte) y Cartelle (en el sur). Finalmente, llega al municipio de Arnoya. La longitud total del río Arnoya es de 84,5 kilómetros, con lo cual es el río más largo de la provincia de Orense.
Aparece descrito en el segundo volumen del Diccionario geográfico-estadístico-histórico de España y sus posesiones de Ultramar de Pascual Madoz con las siguientes palabras:

ARNOYA: r. en la prov. de Orense que toma el nombre del valle que riega, y fertiliza en parte con sus aguas, antes de confundirse con el Miño. Llámanle algunos Arnuid por la parr. de este nombre, que se halla sit. cerca de su origen, ó al menos, donde por su raudal merece se le titule r. Nace en la sierra de San Mamed, á 4 leg., E. de Allariz, de una fuente inmediata á la capilla de aquel Santo que casi derruida existe en la cumbre de la indicada sierra: las aguas de esta fuente, y las que se desprenden de las cañadas inmediatas, corren 1/2 leg. al S. formando 2 arroyos; el uno atraviesa al l. de Sta. Maria de Rebordechas y el otro le deja á su der. Divididos siguen la misma direccion S. hasta las casas de Ermida térm. de aquel l.; mas desde aquí, y en un solo arroyo, ó riach., continua su curso, por entre montes elevados, hábia Sta. Cruz de Prado, que deja tambien á su der., y figurando un ángulo obtuso, se dirige O., NO. á Sta. Maria de Riobó, dist. 1/2 leg. de Prado y 1 3/4 de Rebordecha; en cada uno de estos 3 pueblos es atravesado por pontones insignificantes, de madera, que dan paso á los vec. para los montes de uno y otro lado del r. Por entre elevadisimas montañas, que forman una especie de cord. de la mencionada sierra de San Mamed, y por espacio de 3/4 de leg. continua el Arnoya hasta llegar á la ald. de Alemparte en la parr. de San Pedro de los Maus, donde hay 1 puente del cual solo los estribos y tajamar son los que facilitan el paso á las caballerias y carros. Desde esta ald. camina por un terreno llano y álveo poco profundo á cuarto y 1/2 de leg., é inclinándose á O., le cruza el primer puente de piedra sit. á la inmediacion de Sta Maria de Arnuid, en donde es vadeable la mayor parte del año: deja este pueblo á la izq., y á 1/2 leg. corta está el Calveo, puente de piedra en el térm. de San Ciprían de La-mamá: á otra 1/2 leg., en el l. de San Juan de Vide, encuentra un ponton y otro puente de piedra, y antes de llegar á San Salvador de Baños, del cual dista Vide una 1/2 leg., recibe por la der. los riach. de Maceda y Tioira que le hacen mas caudaloso á su paso por Banos: 1 puente de piedra le atraviesa en este sitio, y no se encuentra alguno mas hasta la Esperela á 1/2 leg. de San Estéban de Ambia, á cuya parr. pertenece; á 1/4 de leg. largo, frente y al N. de Junquera tiene otro puente recien construido. Continua el r. á O. y antes de llegar á Allariz, en cuya v. le cruzan 2 famosos puentes de piedra se inclina á OSO. y á 3/4 de leg. entra en el part. de Celanova bañando por la parte N. á Sta. aria de Fechas, donde está un puente de piedra, del nombre de esta felig. y facilita la comunicacion de Celanova con Orense: sigue su curso y pasa por debajo del puente que se encuentran en Sta. Cristina de Freijo y continua hasta Villar de Baca donde está el Puente Nuevo, conocido antiguamente por la Valzada y reedificado en 1820: marcha á San Mamed de Sorga donde recibe el r. de este nombre, y pasa al part. de Ribadavia á depositar sus aguas en el Miño, por la márg. izq., despues de ser vadeado por una barquilla á 1/4 de leg. del citado Puente Nuevo mas abajo del Piconto, donde recibe al riach. Tuño que viene por las cercanias de Sta. María de Milmanda, y de pasar el puente de piedra que existe en Arnoya: este puente facilita el tránsito y comercio de varios puntos de España con el inmediato reino de Portugal. El r. Arnoya segun queda indicado corre mas de 9 leg., y si bien en las 3 primeras no se utilizan sus aguas, luego se las ve impulsar un crecido número de aceñas que se encuentran en sus orillas, y fertilizar, por medio de acequias, muchos prados que mantienen el ganado vacuno, principal ramo de riqueza de los pueblos inmediatos, con especialidad Rebordechas, Prado, Riobó y Baños de Molgas; cruza con utilidad todo el valle que le da nombre en el cual hay 6 pesqueras llamadas vulgarmente canizos, y en ellas se cogen truchas, anguilas, lampreas y otros peces.
(Madoz, 1845, pp. 588-589)

## Etimología
Aparece documentado como "territorio Arnogie" en el año 889 y "fluvio Arnogie" en el 936. Según E. Bascuas, el topónimo "Arnoya" sería derivado de la base paleoeuropea *Ar-n-, derivada de la raíz indoeuropea *er- 'fluir, moverse', con significado hidronímico.